# Ferroflex
Ferroflex és una empresa catalana dedicada al disseny, fabricació, instal·lació i manteniment de portes ràpides i accessos automàtics per a entorns industrials. Actualment té la seva seu a Polinyà, Barcelona. En l'actualitat els seus productes són exportats a països de tot el món.

## Història
Ferroflex va ser fundada l’any 1998 a la ciutat barcelonina de Sabadell. Des de llavors, ha passat per diferents ubicacions. L'any 2015 va ser adquirida per Manusa, empresa multinacional dedicada al disseny, fabricació, instal·lació i manteniment de portes automàtiques i accessos intel·ligents, i en 2018 es va traslladar definitivament a la seu actual, des d'on presta servei tant en l’àmbit nacional com internacional.
La companyia està especialitzada en l'automatització d'accessos per al sector industrial. Compta amb diferents tipologies d'accessos industrials com a portes ràpides, seccionals, tallafoc, abrics i rampes per a molls de càrrega, taules elevadores hidràuliques, portes de cortines de làmines o portes batents.